# 서족
서족(중국어: 畲族 Shezú[*], 중국조선어: 써족)은 중국 본토에 거주하는 소수민족 중의 하나이다. 중화인민공화국에서 공인한 56개의 소수민족 중 20번째로 많은 민족으로 중국의 2000년 통계에 의하면 709,592명이 살고 있고, 야오족과 먀오족과 관련이 깊다.

## 거주지
서족은 푸젠성에서 가장 많은 소수 민족이다. 또 저장성, 장시성, 광둥성, 안후이성 등에도 많은 서족들이 분포하고 있다. 푸젠성 린장현에는 소창 서족향이 있고, 저장 성에는 징닝 서족 자치현이 있다.

## 언어
현재 서족의 대부분은 근처의 하카와 같이 중국어의 여러 어군 중의 하나인 하카어를 쓴다. 독자적인 언어인 서어(중국어: 畲语)는 몽몐어족에 속하는데, 광둥성에 1,200여명 가량의 화자가 있을 뿐이다.

## 같이 보기
- 중국의 민족